# Список українських футболістів чемпіонату Німеччини
У таблиці наведено список українських футболістів, які в різний час грали в німецьких командах від Бундесліги 1 до Регіональних ліг (5 рівень системи футбольних ліг Німеччини). Через «залізну завісу» у СРСР тривалий час українські гравці не мали можливості виступати у іноземних клубах, тому першими українцями, що почали виступати у Німеччини стали Ігор Бєланов, що з сезону 1989/90 виступав у Бундеслізі за «Боруссію» (Менхенгладбах), Євген Шахов, який грав там же за «Кайзерслаутерн», та Володимир Лютий, що став грати у Другій Бундеслізі за «Шальке 04». Найбільш титулованим українцем у Німеччині є Анатолій Тимощук, який у 2009–2013 роках виступав за «Баварію» і по два рази вигравав з командою чемпіонат Німеччини (2009/10 та 2012/13), Кубок (2009/10, 2012/13) та Суперкубок (2010, 2012), а у сезоні 2012/13 виграв з командою найпрестижніший європейський турнір — Лігу чемпіонів УЄФА. Найбільше ігор в Бундеслізі серед українців провів Андрій Воронін (154), він же забив найбільше голів (48). Понад сто матчів зіграв також Віктор Скрипник (137), який з «Вердером» в сезоні 2003/04 теж став чемпіоном Німеччини.
Також у список не включені футболісти, що виступали у чемпіонаті НДР, який вважається окремим турніром і не частиною статистики чемпіонатів Німеччини. Найвідомішим з них є Анатолій Дем'яненко, що грав за «Магдебург» в останньому розіграші турніру.

## За сезонами

### 1989/90
| Гравець         | Клуб                       | Дивізіон              | Ігри | Голи |
| --------------- | -------------------------- | --------------------- | ---- | ---- |
| Ігор Бєланов    | «Боруссія» (Менхенгладбах) | Бундесліга (І)        | 14   | 4    |
| Євген Шахов     | «Кайзерслаутерн»           | Бундесліга (І)        | 5    | 0    |
| Володимир Лютий | «Шальке 04»                | Друга Бундесліга (ІІ) | 21   | 2    |
| Віктор Пасулько | «Фортуна» (Кельн)          | Друга Бундесліга (ІІ) | 15   | 3    |

### 1990/91
| Гравець         | Клуб                       | Дивізіон              | Ігри | Голи |
| --------------- | -------------------------- | --------------------- | ---- | ---- |
| Ігор Бєланов    | «Боруссія» (Менхенгладбах) | Бундесліга (І)        | 10   | 0    |
| Ігор Бєланов    | «Айнтрахт» (Брауншвейг)    | Друга Бундесліга (ІІ) | 9    | 3    |
| Володимир Лютий | «Шальке 04»                | Друга Бундесліга (ІІ) | 24   | 7    |
| Іван Яремчук    | 20пкс «Блау-Вайс 1890»     | Друга Бундесліга (ІІ) | 6    | 0    |
| Віктор Пасулько | «Фортуна» (Кельн)          | Друга Бундесліга (ІІ) | 37   | 5    |

### 1991/92
| Гравець              | Клуб                        | Дивізіон              | Ігри | Голи |
| -------------------- | --------------------------- | --------------------- | ---- | ---- |
| Володимир Лютий      | «Дуйсбург»                  | Бундесліга (І)        | 36   | 6    |
| Андрій Сідельніков   | «Ваттеншайд 09»             | Бундесліга (І)        | 1    | 0    |
| Ігор Бєланов         | «Айнтрахт» (Брауншвейг)     | Друга Бундесліга (ІІ) | 29   | 10   |
| Сергій Пучков        | 20пкс «Шталь» (Бранденбург) | Друга Бундесліга (ІІ) | 13   | 0    |
| Віктор Пасулько      | «Фортуна» (Кельн)           | Друга Бундесліга (ІІ) | 29   | 2    |
| Ігор Гімро           | «Герта» (Целендорф)         | Оберліга (ІІІ)        | 38   | 5    |
| Володимир Причиненко | «Фельтен»                   | Оберліга (ІІІ)        | 15   | 0    |

### 1992/93
| Гравець              | Клуб                           | Дивізіон              | Ігри | Голи |
| -------------------- | ------------------------------ | --------------------- | ---- | ---- |
| Володимир Лютий      | «Бохум»                        | Бундесліга (І)        | 3    | 0    |
| Андрій Сідельніков   | «Ваттеншайд 09»                | Бундесліга (І)        | 0    | 0    |
| Іван Яремчук         | «Герта» (Берлін)               | Друга Бундесліга (ІІ) | 0    | 0    |
| Віктор Пасулько      | «Фортуна» (Кельн)              | Друга Бундесліга (ІІ) | 24   | 4    |
| Віктор Пасулько      | «Айнтрахт» (Брауншвейг)        | Друга Бундесліга (ІІ) | 8    | 3    |
| Ігор Бєланов         | «Айнтрахт» (Брауншвейг)        | Друга Бундесліга (ІІ) | 18   | 7    |
| Ігор Гімро           | «Оптик» (Ратенов)              | Оберліга (ІІІ)        | 30   | 3    |
| Сергій Пучков        | 20пкс «Шталь» (Бранденбург)    | Оберліга (ІІІ)        | 15   | 0    |
| Олександр Спіцин     | «Фельтен»                      | Оберліга (ІІІ)        | 1    | 0    |
| Владислав Новіков    | «Маркклеберг»                  | Оберліга (ІІІ)        | 9    | 3    |
| Сергій Ярмолич       | «Галлешер»                     | Оберліга (ІІІ)        | ?    | ?    |
| Сергій Ярмолич       | 20пкс «Ваккер-90» (Нордгаузен) | Оберліга (ІІІ)        | 18   | 1    |
| Сергій Башкиров      | «Рот Вайс» (Обергаузен)        | Вербандсліга (IV)     | 6    | 0    |
| Володимир Причиненко | «Фалькензе-Фінкенкруг»         | Вербандсліга (IV)     | ?    | ?    |

### 1993/94
| Гравець              | Клуб                     | Дивізіон              | Ігри | Голи |
| -------------------- | ------------------------ | --------------------- | ---- | ---- |
| Сергій Діхтяр        | «Шальке 04»              | Бундесліга (І)        | 1    | 0    |
| Андрій Сідельніков   | «Ваттеншайд 09»          | Бундесліга (І)        | 0    | 0    |
| Юрій Вернидуб        | «Хемніцер»               | Друга Бундесліга (ІІ) | 7    | 0    |
| Віктор Пасулько      | «Айнтрахт» (Брауншвейг)  | Оберліга (ІІІ)        | 30   | 4    |
| Ігор Бєланов         | «Айнтрахт» (Брауншвейг)  | Оберліга (ІІІ)        | 33   | 8    |
| Ігор Гімро           | «Оптик» (Ратенов)        | Оберліга (ІІІ)        | 27   | 1    |
| Володимир Лютий      | «Рот Вайсс» (Обергаузен) | Оберліга (ІІІ)        | 6    | 0    |
| Володимир Лютий      | «Унтерхакінг»            | Оберліга (ІІІ)        | 10   | 6    |
| Ігор Лисак           | «Шальке 04 II»           | Оберліга (ІІІ)        | 1    | 0    |
| Сергій Башкиров      | «Рот Вайс» (Обергаузен)  | Оберліга (ІІІ)        | 5    | 0    |
| Віктор Сахно         | «Цойленрода»             | Оберліга (ІІІ)        | 4    | 0    |
| Владислав Новіков    | «Маркклеберг»            | Оберліга (ІІІ)        | 24   | 1    |
| Олег Головань        | «Бранденбург»            | Оберліга (ІІІ)        | 19   | 15   |
| Володимир Причиненко | «Фалькензе-Фінкенкруг»   | Вербандсліга (IV)     | ?    | ?    |

### 1994/95
| Гравець            | Клуб                           | Дивізіон           | Ігри | Голи |
| ------------------ | ------------------------------ | ------------------ | ---- | ---- |
| Сергій Діхтяр      | «Шальке 04»                    | Бундесліга (І)     | 11   | 2    |
| Віктор Пасулько    | «Айнтрахт» (Брауншвейг)        | Регіоналліга (ІІІ) | 29   | 8    |
| Андрій Сідельніков | «Ваттеншайд 09 II»             | Регіоналліга (ІІІ) | 17   | 0    |
| Володимир Лютий    | «Зальмрор»                     | Регіоналліга (ІІІ) | 18   | 5    |
| Олег Головань      | «Заксен» (Лейпциг)             | Регіоналліга (ІІІ) | 17   | 4    |
| Ігор Гімро         | «Оптик» (Ратенов)              | Регіоналліга (ІІІ) | 13   | 1    |
| Ігор Гімро         | «Шварц-Рот» (Нойштадт)         | Оберліга (IV)      | 12   | 1    |
| Олег Смолянинов    | 20пкс «Ваккер-90» (Нордгаузен) | Оберліга (IV)      | 19   | 2    |

### 1995/96
| Гравець         | Клуб                    | Дивізіон              | Ігри | Голи |
| --------------- | ----------------------- | --------------------- | ---- | ---- |
| Сергій Діхтяр   | «Шальке 04»             | Бундесліга (І)        | 1    | 0    |
| Богдан Федірчик | «Ганновер 96»           | Друга Бундесліга (ІІ) | 1    | 0    |
| Олег Головань   | «Заксен» (Лейпциг)      | Регіоналліга (ІІІ)    | 31   | 14   |
| Вадим Сорокін   | «Герта» (Целендорф)     | Регіоналліга (ІІІ)    | 3    | 0    |
| Володимир Лютий | «Зальмрор»              | Регіоналліга (ІІІ)    | 25   | 2    |
| Віктор Пасулько | «Айнтрахт» (Брауншвейг) | Регіоналліга (ІІІ)    | 27   | 2    |
| Андрій Росляков | «Рот-Вайс» (Ерфурт)     | Регіоналліга (ІІІ)    | 21   | 0    |
| Ігор Гімро      | «Шварц-Рот» (Нойштадт)  | Оберліга (IV)         | 18   | 0    |
| Андрій Запишний | «Плауен»                | Оберліга (IV)         | 11   | 2    |

### 1996/97
| Гравець         | Клуб                | Дивізіон              | Ігри | Голи |
| --------------- | ------------------- | --------------------- | ---- | ---- |
| Віктор Скрипник | «Вердер»            | Бундесліга (І)        | 22   | 1    |
| Руслан Романчук | «Гютерсло 2000»     | Друга Бундесліга (ІІ) | 3    | 0    |
| Олексій Купцов  | 20пкс «Меппен»      | Друга Бундесліга (ІІ) | 3    | 0    |
| Олег Головань   | «Заксен» (Лейпциг)  | Регіоналліга (ІІІ)    | 33   | 16   |
| Сергій Діхтяр   | «Ваттеншайд 09»     | Регіоналліга (ІІІ)    | 33   | 7    |
| Євген Драгунов  | «Рот-Вайс» (Ерфурт) | Регіоналліга (ІІІ)    | 17   | 2    |
| Андрій Росляков | «Рот-Вайс» (Ерфурт) | Регіоналліга (ІІІ)    | 7    | 2    |
| Андрій Запишний | «Плауен»            | Регіоналліга (ІІІ)    | 30   | 7    |
| Вадим Сорокін   | «Дрезднер»          | Оберліга (IV)         | 6    | 1    |
| Віктор Пасулько | 20пкс «Дурлах»      | Оберліга (IV)         | 24   | 3    |
| Володимир Лютий | «Пройсен» (Кельн)   | Оберліга (IV)         | ?    | ?    |

### 1997/98
| Гравець         | Клуб                       | Дивізіон              | Ігри | Голи |
| --------------- | -------------------------- | --------------------- | ---- | ---- |
| Віктор Скрипник | «Вердер»                   | Бундесліга (І)        | 23   | 0    |
| Юрій Максимов   | «Вердер»                   | Бундесліга (І)        | 12   | 3    |
| Андрій Воронін  | «Боруссія» (Менхенгладбах) | Бундесліга (І)        | 7    | 1    |
| Сергій Діхтяр   | «Ваттеншайд 09»            | Друга Бундесліга (ІІ) | 29   | 1    |
| Сергій Коробка  | «Ваттеншайд 09»            | Друга Бундесліга (ІІ) | 12   | 4    |
| Руслан Романчук | «Гютерсло 2000»            | Друга Бундесліга (ІІ) | 1    | 0    |
| Руслан Романчук | «Ферль»                    | Регіоналліга (ІІІ)    | ?    | ?    |
| Андрій Запишний | «Плауен»                   | Регіоналліга (ІІІ)    | 34   | 8    |
| Олег Головань   | «Заксен» (Лейпциг)         | Регіоналліга (ІІІ)    | 32   | 11   |
| Віктор Пасулько | «Боннер»                   | Регіоналліга (ІІІ)    | 13   | 0    |
| Євген Драгунов  | «Шпандауер»                | Регіоналліга (ІІІ)    | 17   | 0    |
| Андрій Росляков | «Шпандауер»                | Регіоналліга (ІІІ)    | 26   | 2    |

### 1998/99
| Гравець           | Клуб                       | Дивізіон              | Ігри | Голи |
| ----------------- | -------------------------- | --------------------- | ---- | ---- |
| Віктор Скрипник   | «Вердер»                   | Бундесліга (І)        | 16   | 0    |
| Юрій Максимов     | «Вердер»                   | Бундесліга (І)        | 20   | 3    |
| Андрій Воронін    | «Боруссія» (Менхенгладбах) | Бундесліга (І)        | 0    | 0    |
| Руслан Валєєв     | «Боруссія» (Менхенгладбах) | Бундесліга (І)        | 0    | 0    |
| Андрій Полунін    | «Нюрнберг»                 | Бундесліга (І)        | 16   | 2    |
| Сергій Діхтяр     | «Ваттеншайд 09»            | Друга Бундесліга (ІІ) | 32   | 5    |
| Сергій Коробка    | «Ваттеншайд 09»            | Друга Бундесліга (ІІ) | 20   | 2    |
| Олексій Куриленко | «Енергі» (Котбус)          | Друга Бундесліга (ІІ) | 12   | 0    |
| Олег Головань     | «Шпортфройнде»             | Регіоналліга (ІІІ)    | 2    | 0    |
| Олег Головань     | «Вільгельмсгафен»          | Регіоналліга (III)    | 24   | 6    |
| Валерій Лахмай    | «Ерцгебірге Ауе»           | Регіоналліга (ІІІ)    | 23   | 0    |
| Андрій Запишний   | «Плауен»                   | Регіоналліга (ІІІ)    | 18   | 8    |
| Руслан Романчук   | «Целле»                    | Регіоналліга (ІІІ)    | 7    | 1    |

### 1999/00
| Гравець              | Клуб                       | Дивізіон              | Ігри | Голи |
| -------------------- | -------------------------- | --------------------- | ---- | ---- |
| Віктор Скрипник      | «Вердер»                   | Бундесліга (І)        | 5    | 0    |
| Юрій Максимов        | «Вердер»                   | Бундесліга (І)        | 28   | 3    |
| Олександр Гребеножко | «Боруссія» (Менхенгладбах) | Друга Бундесліга (ІІ) | 4    | 0    |
| Андрій Воронін       | «Боруссія» (Менхенгладбах) | Друга Бундесліга (ІІ) | 2    | 0    |
| Руслан Валєєв        | «Боруссія» (Менхенгладбах) | Друга Бундесліга (ІІ) | 0    | 0    |
| Олексій Куриленко    | «Енергі» (Котбус)          | Друга Бундесліга (ІІ) | 3    | 0    |
| Андрій Полунін       | «Санкт-Паулі»              | Друга Бундесліга (ІІ) | 29   | 4    |
| Сергій Діхтяр        | «Ваттеншайд 09»            | Регіоналліга (ІІІ)    | 34   | 10   |
| Олег Головань        | «Вільгельмсгафен»          | Регіоналліга (III)    | 29   | 8    |
| Андрій Запишний      | «Плауен»                   | Регіоналліга (ІІІ)    | 20   | 1    |
| Сергій Коробка       | «Юрдінген 05»              | Регіоналліга (ІІІ)    | 11   | 1    |
| Валерій Лахмай       | «Ерцгебірге Ауе»           | Регіоналліга (ІІІ)    | 8    | 0    |
| Олександр Гайдук     | «Ельверсберг»              | Регіоналліга (ІІІ)    | 2    | 0    |

### 2000/01
| Гравець              | Клуб                     | Дивізіон              | Ігри | Голи |
| -------------------- | ------------------------ | --------------------- | ---- | ---- |
| Віктор Скрипник      | «Вердер»                 | Бундесліга (І)        | 10   | 0    |
| Юрій Максимов        | «Вердер»                 | Бундесліга (І)        | 7    | 0    |
| Сергій Діхтяр        | «Саарбрюкен»             | Друга Бундесліга (ІІ) | 18   | 1    |
| Андрій Воронін       | «Майнц 05»               | Друга Бундесліга (ІІ) | 10   | 1    |
| Олександр Гребеножко | «Заксен» (Лейпциг)       | Регіоналліга (ІІІ)    | 19   | 1    |
| Олександр Диндіков   | «Заксен» (Лейпциг)       | Регіоналліга (ІІІ)    | 9    | 0    |
| Ігор Бендовський     | «Боруссія ІІ» (Дортмунд) | Регіоналліга (ІІІ)    | 12   | 0    |
| Ігор Доценко         | «Юрдінген 05»            | Регіоналліга (ІІІ)    | 10   | 3    |
| Олег Головань        | «Вільгельмсгафен»        | Регіоналліга (III)    | 18   | 2    |
| Олег Головань        | «Клоппенбург»            | Оберліга (IV)         | 5    | 0    |
| Андрій Полунін       | «Рот-Вайс» (Ессен)       | Регіоналліга (ІІІ)    | 21   | 1    |
| Андрій Полунін       | «Нюрнберг II»            | Оберліга (IV)         | 5    | 0    |
| Андрій Запишний      | «Плауен»                 | Оберліга (IV)         | 24   | 9    |
| Сергій Коробка       | «Клоппенбург»            | Оберліга (IV)         | 12   | 4    |
| Сергій Коробка       | «Бохольт»                | Оберліга (IV)         | 12   | 2    |
| Олексій Куриленко    | «Гіссен»                 | Оберліга (IV)         | 17   | 1    |

### 2001/02
| Гравець           | Клуб                | Дивізіон              | Ігри | Голи |
| ----------------- | ------------------- | --------------------- | ---- | ---- |
| Віктор Скрипник   | «Вердер»            | Бундесліга (І)        | 31   | 4    |
| Дмитро Коваленко  | «Санкт-Паулі»       | Бундесліга (І)        | 5    | 0    |
| Юрій Максимов     | «Вальдгоф»          | Друга Бундесліга (ІІ) | 16   | 3    |
| Андрій Воронін    | «Майнц 05»          | Друга Бундесліга (ІІ) | 34   | 8    |
| Сергій Діхтяр     | «Саарбрюкен»        | Друга Бундесліга (ІІ) | 2    | 0    |
| Сергій Діхтяр     | «Ваттеншайд 09»     | Регіоналліга (ІІІ)    | 13   | 0    |
| Ігор Бендовський  | «Боруссія» (Фульда) | Регіоналліга (ІІІ)    | 14   | 0    |
| Андрій Полунін    | «Рот-Вайс» (Ессен)  | Регіоналліга (ІІІ)    | 7    | 0    |
| Олексій Куриленко | «Дрезднер»          | Регіоналліга (ІІІ)    | 8    | 0    |
| Андрій Запишний   | «Плауен»            | Оберліга (IV)         | 32   | 14   |
| Олег Головань     | «Шенберг 95»        | Оберліга (IV)         | 18   | 6    |
| Ігор Буряк        | «Заксен» (Лейпциг)  | Оберліга (IV)         | 1    | 0    |

### 2002/03
| Гравець           | Клуб              | Дивізіон              | Ігри | Голи |
| ----------------- | ----------------- | --------------------- | ---- | ---- |
| Віктор Скрипник   | «Вердер»          | Бундесліга (І)        | 25   | 1    |
| Юрій Максимов     | «Вальдгоф»        | Друга Бундесліга (ІІ) | 11   | 0    |
| Андрій Воронін    | «Майнц 05»        | Друга Бундесліга (ІІ) | 31   | 20   |
| Сергій Діхтяр     | «Ваттеншайд 09»   | Регіоналліга (ІІІ)    | 14   | 1    |
| Олексій Куриленко | «Дрезднер»        | Регіоналліга (ІІІ)    | 21   | 1    |
| Андрій Запишний   | «Плауен»          | Оберліга (IV)         | 32   | 16   |
| Олег Головань     | «Шенберг 95»      | Оберліга (IV)         | 22   | 15   |
| Ігор Бендовський  | «Фортуна» (Кельн) | Оберліга (IV)         | 21   | 0    |

### 2003/04
| Гравець           | Клуб              | Дивізіон       | Ігри | Голи |
| ----------------- | ----------------- | -------------- | ---- | ---- |
| Віктор Скрипник   | «Вердер»          | Бундесліга (І) | 6    | 1    |
| Андрій Воронін    | «Майнц 05»        | Бундесліга (І) | 19   | 4    |
| Андрій Запишний   | «Плауен»          | Оберліга (IV)  | 28   | 18   |
| Олег Головань     | «Шенберг 95»      | Оберліга (IV)  | 21   | 6    |
| Сергій Діхтяр     | «Меппен»          | Оберліга (IV)  | 27   | 1    |
| Олексій Куриленко | «Марбург»         | Оберліга (IV)  | 10   | 0    |
| Ігор Бендовський  | «Фортуна» (Кельн) | Оберліга (IV)  | 27   | 4    |

### 2004/05
| Гравець           | Клуб          | Дивізіон       | Ігри | Голи |
| ----------------- | ------------- | -------------- | ---- | ---- |
| Андрій Воронін    | «Баєр»        | Бундесліга (І) | 32   | 15   |
| Андрій Запишний   | «Плауен»      | Оберліга (IV)  | 30   | 13   |
| Сергій Діхтяр     | «Клоппенбург» | Оберліга (IV)  | 19   | 2    |
| Олексій Куриленко | «Марбург»     | Оберліга (IV)  | 23   | 1    |
| Ігор Бендовський  | «Баєр 04 II»  | Оберліга (IV)  | 26   | 3    |

### 2005/06
| Гравець           | Клуб            | Дивізіон           | Ігри | Голи |
| ----------------- | --------------- | ------------------ | ---- | ---- |
| Андрій Воронін    | «Баєр»          | Бундесліга (І)     | 29   | 7    |
| Антон Шиндер      | «Ян Регенсбург» | Регіоналліга (ІІІ) | 1    | 0    |
| Ігор Бендовський  | «Баєр 04 II»    | Регіоналліга (ІІІ) | 27   | 2    |
| Сергій Діхтяр     | «Клоппенбург»   | Оберліга (IV)      | 31   | 5    |
| Андрій Запишний   | «Плауен»        | Оберліга (IV)      | 27   | 11   |
| Олексій Куриленко | «Брухкебель»    | Оберліга (IV)      | 7    | 0    |

### 2006/07
| Гравець          | Клуб          | Дивізіон           | Ігри | Голи |
| ---------------- | ------------- | ------------------ | ---- | ---- |
| Андрій Воронін   | «Баєр»        | Бундесліга (І)     | 31   | 10   |
| Ігор Бендовський | «Баєр 04 II»  | Регіоналліга (ІІІ) | 26   | 2    |
| Андрій Запишний  | «Плауен»      | Оберліга (IV)      | 28   | 13   |
| Сергій Діхтяр    | «Клоппенбург» | Оберліга (IV)      | 16   | 3    |

### 2007/08
| Гравець          | Клуб               | Дивізіон              | Ігри | Голи |
| ---------------- | ------------------ | --------------------- | ---- | ---- |
| Олексій Бєлік    | «Бохум»            | Бундесліга (І)        | 4    | 0    |
| Павло Янчук      | «Санкт-Паулі»      | Друга Бундесліга (ІІ) | 1    | 0    |
| Антон Макаренко  | «Аугсбург»         | Друга Бундесліга (ІІ) | 3    | 0    |
| Ігор Бендовський | «Динамо» (Дрезден) | Регіоналліга (ІІІ)    | 28   | 1    |
| Андрій Запишний  | «Плауен»           | Оберліга (IV)         | 25   | 9    |
| Сергій Діхтяр    | «Клоппенбург»      | Оберліга (IV)         | 13   | 0    |

### 2008/09
| Гравець          | Клуб              | Дивізіон              | Ігри | Голи |
| ---------------- | ----------------- | --------------------- | ---- | ---- |
| Андрій Воронін   | «Герта»           | Бундесліга (І)        | 27   | 11   |
| Антон Макаренко  | «Аугсбург»        | Друга Бундесліга (ІІ) | 2    | 0    |
| Антон Макаренко  | «Ройтлінген»      | Регіоналліга (IV)     | 17   | 5    |
| Антон Шиндер     | «Аален»           | Третя ліга (ІІІ)      | 14   | 0    |
| Ігор Бендовський | «Вільгельмсгафен» | Регіоналліга (IV)     | 7    | 0    |
| Сергій Діхтяр    | «Клоппенбург»     | Регіоналліга (IV)     | 7    | 0    |
| Андрій Запишний  | «Песнек»          | Оберліга (V)          | 11   | 5    |

### 2009/10
| Гравець           | Клуб               | Дивізіон              | Ігри | Голи |
| ----------------- | ------------------ | --------------------- | ---- | ---- |
| Анатолій Тимощук  | «Баварія»          | Бундесліга (І)        | 21   | 0    |
| Валерій Соколенко | «Енергі» (Котбус)  | Друга Бундесліга (ІІ) | 4    | 1    |
| Антон Шиндер      | «Ян Регенсбург»    | Третя ліга (ІІІ)      | 29   | 1    |
| Денис Осадченко   | «Карл Цейс»        | Третя ліга (ІІІ)      | 3    | 0    |
| Антон Макаренко   | «Ройтлінген»       | Регіоналліга (IV)     | 21   | 4    |
| Ігор Бендовський  | «Рот-Вайс» (Ессен) | Регіоналліга (IV)     | 13   | 0    |
| Сергій Діхтяр     | «Реден»            | Оберліга (V)          | 30   | 10   |

### 2010/11
| Гравець           | Клуб                | Дивізіон              | Ігри | Голи |
| ----------------- | ------------------- | --------------------- | ---- | ---- |
| Анатолій Тимощук  | «Баварія»           | Бундесліга (І)        | 26   | 3    |
| Валерій Соколенко | «Енергі» (Котбус)   | Друга Бундесліга (ІІ) | 0    | 0    |
| Денис Осадченко   | «Карл Цейс»         | Третя ліга (ІІІ)      | 2    | 0    |
| Антон Макаренко   | 20пкс «Бабельсберг» | Третя ліга (ІІІ)      | 32   | 6    |
| Артур Піперков    | «Обернойланд»       | Регіоналліга (IV)     | 1    | 0    |
| Сергій Діхтяр     | «Реден»             | Оберліга (V)          | 30   | 4    |

### 2011/12
| Гравець          | Клуб                | Дивізіон          | Ігри | Голи |
| ---------------- | ------------------- | ----------------- | ---- | ---- |
| Анатолій Тимощук | «Баварія»           | Бундесліга (І)    | 23   | 0    |
| Антон Макаренко  | 20пкс «Бабельсберг» | Третя ліга (ІІІ)  | 36   | 7    |
| Денис Осадченко  | «Берлінер»          | Регіоналліга (IV) | 21   | 2    |
| Ігор Бендовський | «Юрдінген 05»       | Оберліга (V)      | 13   | 0    |
| Сергій Діхтяр    | «Реден»             | Оберліга (V)      | 1    | 0    |
| Євген Кателін    | «Нойштреліц»        | Оберліга (V)      | 17   | 7    |

### 2012/13
| Гравець          | Клуб                    | Дивізіон          | Ігри | Голи |
| ---------------- | ----------------------- | ----------------- | ---- | ---- |
| Анатолій Тимощук | «Баварія»               | Бундесліга (І)    | 16   | 1    |
| Андрій Воронін   | «Фортуна» (Дюссельдорф) | Бундесліга (І)    | 10   | 0    |
| Антон Макаренко  | «Хемніцер»              | Третя ліга (ІІІ)  | 19   | 2    |
| Денис Осадченко  | «Берлінер»              | Регіоналліга (IV) | 3    | 0    |

### 2013/14
| Гравець         | Клуб       | Дивізіон         | Ігри | Голи |
| --------------- | ---------- | ---------------- | ---- | ---- |
| Антон Макаренко | «Хемніцер» | Третя ліга (ІІІ) | 16   | 1    |

### 2014/15
| Гравець            | Клуб                    | Дивізіон         | Ігри | Голи |
| ------------------ | ----------------------- | ---------------- | ---- | ---- |
| Владлен Юрченко    | «Баєр»                  | Бундесліга (І)   | 3    | 0    |
| Антон Макаренко    | «Енергі» (Котбус)       | Третя ліга (ІІІ) | 22   | 2    |
| Борис Тащи         | «Штутгарт II»           | Третя ліга (ІІІ) | 23   | 3    |
| Михайло Кополовець | «Айнгайт» (Рудольштадт) | Оберліга (V)     | 12   | 0    |

### 2015/16
| Гравець            | Клуб                    | Дивізіон              | Ігри | Голи |
| ------------------ | ----------------------- | --------------------- | ---- | ---- |
| Владлен Юрченко    | «Баєр»                  | Бундесліга (І)        | 7    | 1    |
| Артем Кравець      | «Штутгарт»              | Бундесліга (І)        | 15   | 1    |
| Борис Тащи         | «Штутгарт»              | Бундесліга (І)        | 9    | 0    |
| Денис Причиненко   | «Уніон» (Берлін)        | Друга Бундесліга (ІІ) | 0    | 0    |
| Артур Піперков     | «Вердер II»             | Третя ліга (ІІІ)      | 0    | 0    |
| Мирослав Славов    | «Берлінер»              | Регіоналліга (IV)     | 16   | 9    |
| Антон Макаренко    | «Байройт»               | Регіоналліга (IV)     | 23   | 8    |
| Михайло Кополовець | «Айнгайт» (Рудольштадт) | Оберліга (V)          | 25   | 4    |
| Єгор Смірнов       | «Галле-1896»            | Оберліга (V)          | ?    | ?    |

### 2016/17
| Гравець            | Клуб                 | Дивізіон              | Ігри | Голи |
| ------------------ | -------------------- | --------------------- | ---- | ---- |
| Артем Федецький    | 20пкс «Дармштадт 98» | Бундесліга (І)        | 16   | 0    |
| Денис Олійник      | 20пкс «Дармштадт 98» | Бундесліга (І)        | 4    | 1    |
| Ігор Березовський  | 20пкс «Дармштадт 98» | Бундесліга (І)        | 0    | 0    |
| Євген Коноплянка   | «Шальке 04»          | Бундесліга (І)        | 17   | 1    |
| Владлен Юрченко    | «Баєр»               | Бундесліга (І)        | 3    | 0    |
| Борис Тащи         | «Штутгарт»           | Друга Бундесліга (ІІ) | 5    | 0    |
| Мирослав Славов    | «Берлінер»           | Регіоналліга (IV)     | 29   | 16   |
| Антон Макаренко    | «Байройт»            | Регіоналліга (IV)     | 23   | 3    |
| Дмитро Антонюк     | «Баварія» (Гоф)      | Регіоналліга (IV)     | 12   | 0    |
| Євгеній Захарченко | «Анкер» (Вісмар)     | Оберліга (V)          | 12   | 2    |

### 2017/18
| Гравець          | Клуб                  | Дивізіон              | Ігри | Голи |
| ---------------- | --------------------- | --------------------- | ---- | ---- |
| Андрій Ярмоленко | «Боруссія» (Дортмунд) | Бундесліга (І)        | 18   | 3    |
| Євген Коноплянка | «Шальке 04»           | Бундесліга (І)        | 27   | 4    |
| Владлен Юрченко  | «Баєр»                | Бундесліга (І)        | 0    | 0    |
| Борис Тащи       | «Дуйсбург»            | Друга Бундесліга (ІІ) | 32   | 11   |
| Мирослав Славов  | «Хемніцер»            | Третя ліга (ІІІ)      | 33   | 12   |
| Антон Макаренко  | «Байройт»             | Регіоналліга (IV)     | 8    | 2    |

### 2018/19
| Гравець           | Клуб                     | Дивізіон              | Ігри | Голи |
| ----------------- | ------------------------ | --------------------- | ---- | ---- |
| Євген Коноплянка  | «Шальке 04»              | Бундесліга (І)        | 13   | 1    |
| Борис Тащи        | «Дуйсбург»               | Друга Бундесліга (ІІ) | 19   | 1    |
| Ігор Березовський | 20пкс «Дармштадт 98»     | Друга Бундесліга (ІІ) | 0    | 0    |
| Мирослав Славов   | «Аален»                  | Третя ліга (ІІІ)      | 0    | 0    |
| Антон Макаренко   | «Байройт»                | Регіоналліга (IV)     | 27   | 7    |
| Тарас Завійський  | 20пкс «Бухонія» (Фліден) | Оберліга (V)          | 11   | 4    |
| Ярослав Довгий    | «Альтона»                | Оберліга (V)          | 5    | 0    |
| Кирило Матвєєв    | «Штранд 08»              | Оберліга (V)          | 5    | 0    |
| Єгор Смірнов      | «Штранд-08»              | Оберліга (V)          | 7    | 0    |
| Роман Бобак       | «Нойштреліц»             | Оберліга (V)          | 10   | 0    |

### 2019/20
| Гравець           | Клуб                   | Дивізіон              | Ігри | Голи |
| ----------------- | ---------------------- | --------------------- | ---- | ---- |
| Борис Тащи        | «Санкт-Паулі»          | Друга Бундесліга (ІІ) | 19   | 0    |
| Ігор Березовський | 20пкс «Дармштадт 98»   | Друга Бундесліга (ІІ) | 0    | 0    |
| Антон Макаренко   | «Байройт»              | Регіоналліга (IV)     | 18   | 10   |
| Кирило Матвєєв    | 20пкс «Фенікс» (Любек) | Оберліга (V)          | 13   | 0    |

### 2020/21
| Гравець         | Клуб          | Дивізіон              | Ігри | Голи |
| --------------- | ------------- | --------------------- | ---- | ---- |
| Борис Тащи      | «Санкт-Паулі» | Друга Бундесліга (ІІ) |      |      |
| Антон Макаренко | «Байройт»     | Регіоналліга (IV)     |      |      |